# Навсикая

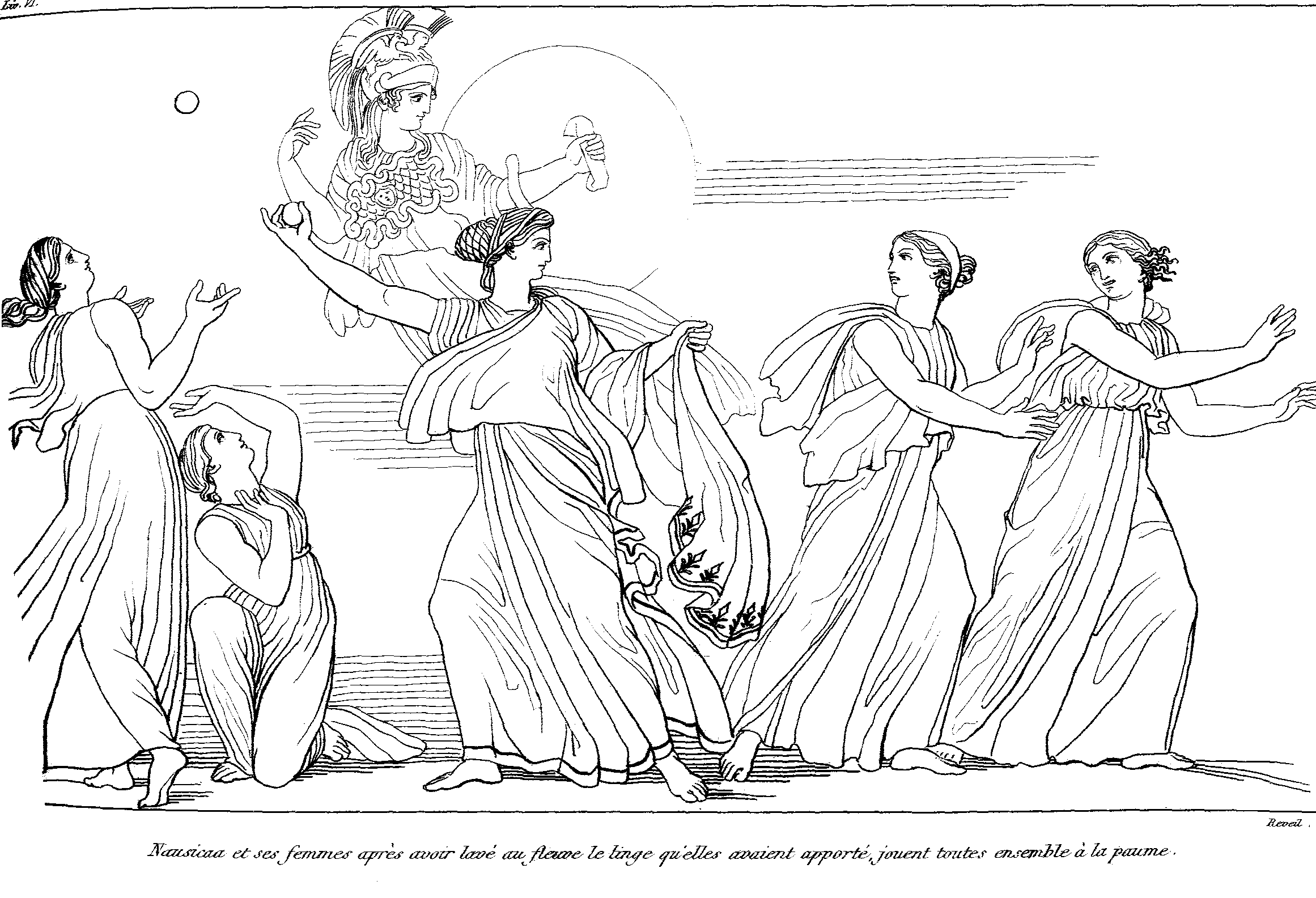
Навсикая

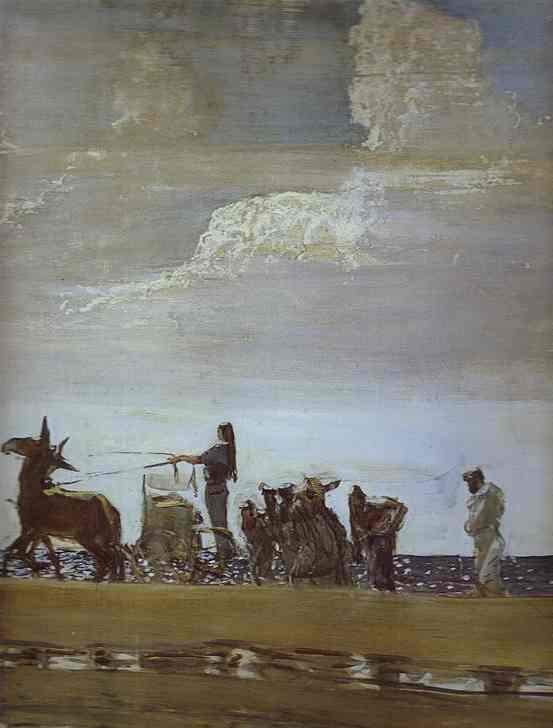
Валентин Серов, Одиссей и Навзикая, 1910, Третьяковская галерея

Навсика́я, Навзика́я (др.-греч. Ναυσικάα или Ναυσικᾶ, букв. перевод имени — «сжигающая корабли») — в древнегреческой мифологии царевна феаков, прекрасная дочь царя Алкиноя и царицы Ареты, героиня поэмы Гомера «Одиссея», спасительница главного героя.

## В мифологии
Согласно «Одиссее», во сне к Навсикае в образе её подруги явилась богиня Афина и, укоряя царевну в том, что она в ожидании  своего скорого замужества не заботится о свадебных одеждах, поторопила ехать скорее на берег стирать их. Утром Навсикая под впечатлением от сна снаряжает колесницу и в сопровождении девушек-служанок отправляется к устью реки на берег моря. Там, когда девушки, покончив со стиркой одежд, тешились игрой в мяч, к ним вышел Одиссей, потерпевший накануне кораблекрушение (по пути с острова Калипсо). Юная царевна поражает царя Итаки своей красотой и рассудительностью, и он обращается к ней с речью. Её стройный девичий стан Одиссей сравнивает с пальмой. Навсикая даёт ему одежду и, накормив, ведёт за собой в город, в царский дворец.
Навсикае и её отцу приглянулся Одиссей, однако он стремится на родную Итаку. Феаки содействуют его отъезду. Перед расставанием Навсикая просит Одиссея: «Помни меня: ты спасением встрече со мною обязан».
Гомер описывает, как Навсикая с подругами играют в мяч. Согласно керкирской исследовательнице эпохи эллинизма Агаллиде, Навсикая и изобрела эту игру (фенинду, позднее гарпастон, аналог современного гандбола с элементами регби).
В позднеантичной версии, согласно Гелланику и «Итакийской политии» Аристотеля, в дальнейшем Навсикая стала женой сына Одиссея Телемаха и родила от него сына Персепола.
Действующее лицо трагедии Софокла «Навсикая, или Прачки» (фр. 439—440 Радт), комедий Евбула и Филиллия «Навсикая».

## В современной культуре
Балет «Навсикая» (1961) кипрского композитора Солона Михаилидиса.
«Навсикая в одиночестве» (1963), сцена для сопрано, хора и оркестра шведского композитора Ингвара Натанаэля Лидхольма (1921—2017) на либретто Эйвинда Йонсона.
«Навсикая из Долины ветров» (1984) — полнометражный японский анимационный фильм, снятый на студии Top Craft писателем, художником и кинорежиссёром Хаяо Миядзаки по мотивам одноимённой манги (издавалась в Японии в 1982—1994 гг.), написанной и проиллюстрированной им же. В процессе разработки сюжета автор выбирал имя для заглавной героини, руководствуясь словарём греческой мифологии, и отдал предпочтение имени царевны феаков из «Одиссеи»; характер девушки также создавался под влиянием гомеровской поэмы.
В честь Навсикаи назван астероид (192) Навсикая, открытый в 1879 году.